# Badehäuschen (Bad Wörishofen)

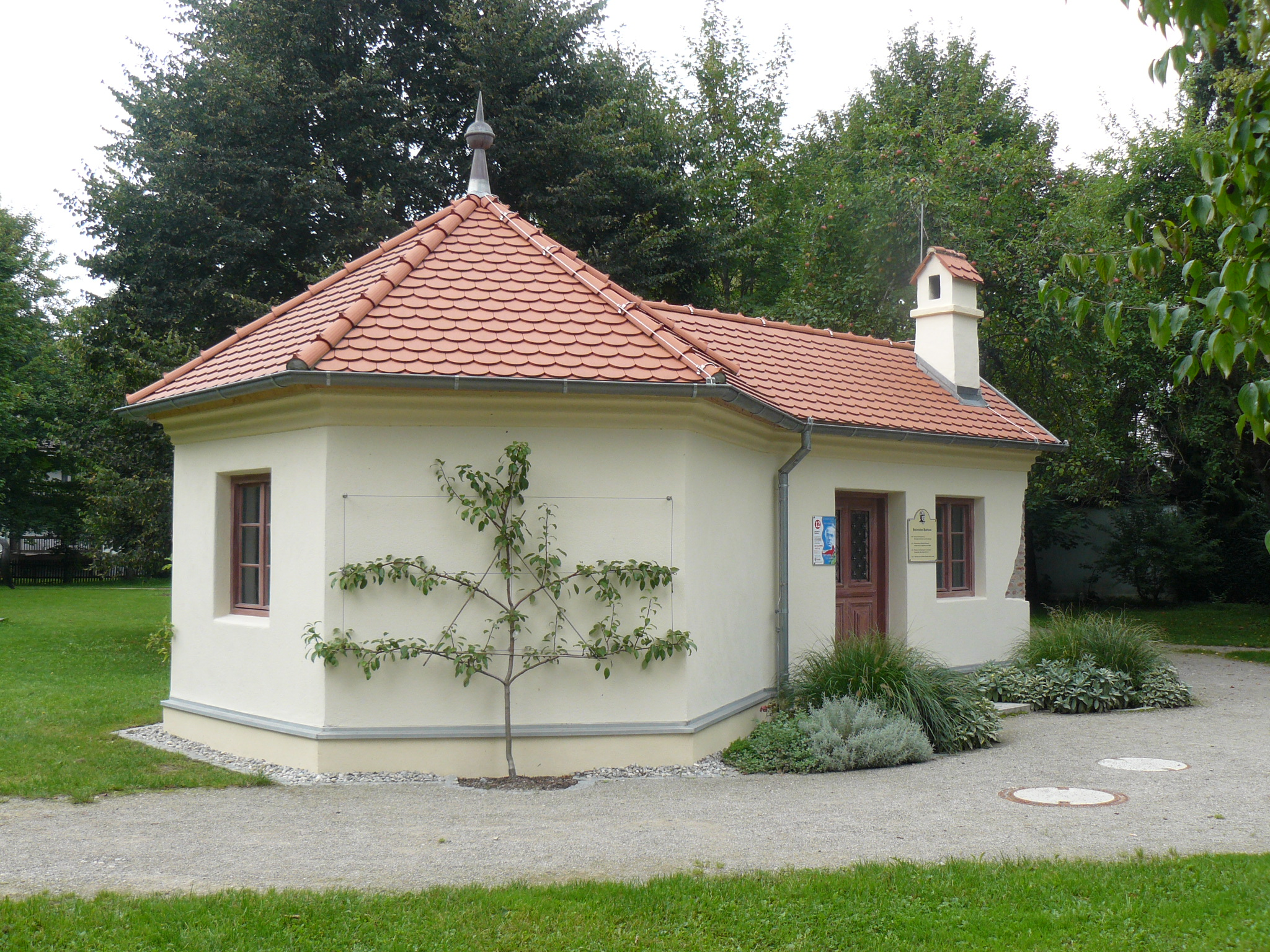
Historisches Badehäuschen in Bad Wörishofen

Das historische Bädehäuschen in der Stadt Bad Wörishofen, im Landkreis Unterallgäu (Bayern), wurde auf Anweisung des Pfarrers Sebastian Kneipp 1890 errichtet. Vorher wurden die Kaltwasseranwendungen Kneipps in der Waschküche des Pfarrhauses vorgenommen, die jedoch im Laufe der Zeit zu klein geworden war. Ursprünglich stand das Badehäuschen in der Mitte des Kreuzgartens des Klosters in Bad Wörishofen. Baumeister A. Schreiegg ergänzte das polygonale Badehäuschen im Stil des 18. Jahrhunderts an der Westseite durch ein Badezimmer. Später, 1924, wurde der Bau versetzt und als Nachbildung im Garten des Hauses an der Hartenthaler Straße 10 wiedererrichtet. Im Jahr 2009 wurde das Badehäuschen erneut versetzt und steht seitdem im Stadtgarten an der Unteren Mühlstraße.
Das denkmalgeschützte Badehäuschen besteht aus einem pavillonartigen Sechseckbau mit profiliertem Holzgesims. Gedeckt ist das kleine Gebäude mit einem Zeltdach. Ein rechteckiger Satteldachanbau mit Tür schließt sich an der Westseite an. Eine weitere Nachbildung des historischen Badehäuschens wurde 1971 neben dem Alten Badehaus errichtet.